# Parafia św. Wojciecha w Maszewie Lubuskim
Parafia Świętego Wojciecha w Maszewie Lubuskim – parafia rzymskokatolicka, położona w dekanacie Krosno Odrzańskie, diecezji zielonogórsko-gorzowskiej, metropolii szczecińsko-kamieńskiej w Polsce, erygowana 28 czerwca 1957. Mieści się pod numerem 69.
Od 1 sierpnia 2020 funkcję proboszcza pełni ks. mgr Dariusz Chmist.

## Zasięg parafii
Do parafii należą wierni z miejscowości: Bytomiec, Granice, Lubogoszcz, Maszewo, Miłów, Połęcko, Radomicko, Rybaki.